# Jason Pinnock
Jason Alexander Pinnock (Windsor, 30 giugno 1999) è un giocatore di football americano statunitense che milita nel ruolo di safety per i San Francisco 49ers della National Football League (NFL).

## Carriera

### New York Jets
Pinnock al college giocò a football a Pittsburgh. Fu scelto nel corso del quinto giro (175º assoluto) nel Draft NFL 2021 dai New York Jets. Nella sua stagione da rookie mise a segno 16 tackle e 2 fumble forzati in 12 presenze, 2 delle quali come titolare.

### New York Giants
Il 31 agosto 2022 Pinnock firmò con i New York Giants. Nel quinto turno della stagione 2023 mise a segno un intercetto su Tua Tagovailoa dei Miami Dolphins ritornando il pallone per 102 yard in touchdown.

### San Francisco 49ers
Il 13 marzo 2025 Pinnock firmò con i San Francisco 49ers un contratto annuale del valore di 2,2 milioni di dollari.